# Paurano
Paurano è una località del comune italiano di Colle di Val d'Elsa, nella provincia di Siena, in Toscana.
Sorge pressoché dirimpetto a Collalto, altra frazione del comune di Colle di Val d'Elsa.

## Storia
Fu un castello, le cui origini risalirebbero al periodo alto-medievale, conteso tra Siena e Colle di Val d'Elsa.
Con un atto del 17 settembre 1193, il popolo della canonica di Paurano fu posto sotto la protezione dei consoli della Repubblica di Siena.
Nel 1245 il castello di Paurano, conteso da Siena, viene posto, dall'imperatore Federico II sotto la giurisdizione del Comune di Colle. Il castello è stato distrutto nel 1487.

## Monumenti e luoghi d'interesse
L'antico oratorio situato nel borgo è ciò che resta della chiesa parrocchiale di Paurano che fino al XII secolo portava il titolo di canonica. Sono ancora visibili alcuni resti delle mura dell'antico castello.

## Cultura
Un poema epico giocoso intitolato Il Paurano ricuperato, ambientato tra Paurano e Colle, fu scritto da Onorio Pratali, pseudonimo del maestro comunale colligiano Paolo Torrani, ed inviato al concorso indetto dall'Accademia della Crusca di Firenze nel 1812, ricevendo una menzione speciale.